# Feijão-chicote
O feijão-chicote (Vigna unguiculata, subespécie sesquipedalis) é uma planta anual que chega a medir até 3 metros, da família das leguminosas, subfamília papilionoídea. Esta subespécie possui folhas verde-escuras, grandes flores amarelo-esverdeadas e vagens verde-claras, cilíndricas, pêndulas, de até 90 cm. A espécie é nativa de regiões tropicais da Ásia, sendo cultivada principalmente pelas vagens comestíveis, com algumas variedades hortícolas, como o feijão-de-cuba e o feijão-gigante. 
Também é conhecida pelos nomes de chicote, fava-chicote, feijão-aspargo e feijão-de-metro.